# برت ویلیامز
برت ویلیامز (انگلیسی: Bert Williams؛ ۱۲ نوامبر ۱۸۷۴ - ۴ مارس ۱۹۲۲) یک سرگرمی‌ساز اهل ایالات متحده آمریکا بود. وی بین سال‌های ۱۸۹۲ تا ۱۹۲۲ میلادی فعالیت می‌کرد.